# Eodrepanus coopei
Eodrepanus coopei är en skalbaggsart som beskrevs av Barbero, Palestrini och Angela Roggero 2009. Eodrepanus coopei ingår i släktet Eodrepanus och familjen bladhorningar. Inga underarter finns listade i Catalogue of Life.